# ジョン・フォウルズ
ジョン・ハーバート・フォウルズ（John Herbert Foulds、1880年11月2日 マンチェスター・ヒューム – 1939年4月25日）は、イギリスの作曲家。作曲家としてはほとんど独学であったため、イギリス音楽復興期の際立ったひとりでありながらも、現在では不当に忘れ去られている。

## 略歴
ハレ管弦楽団の男性ファゴット奏者の子として生まれる。自らも1900年にチェロ奏者としてハレ管弦楽団に入団するが、早くから劇場のオーケストラで訓練と経験を積んでおり、しかも少年時代から作曲も手懸けていた。ハンス・リヒターからは指揮を経験する機会を与えられている。ヘンリー・ウッドは1906年のプロムスをきっかけに、たびたびフォウルズの作品を取り上げた。
フォウルズは、いくつかの点において時代に先駆けた作曲家であり、早くも1890年には微分音を用いており、後期作品には、メシアンの旋法性やミニマリズムを先取りしたものさえ見受けられるが、その他の作品ではきわめて現実的な音楽家であった。《ケルト風の哀歌 Keltic Lament 》など、軽音楽や小品作家として成功し、親友のルイス・カッソンやシビル・ソーンダイクのために、効果的な劇場音楽を作曲している。おそらく最も有名なのは、ジョージ・バーナード・ショーの『聖女ジョーン Saint Joan 』の初公演のために提供された音楽であろう。ファウルズは後にそこから組曲版を編み出し、1925年のプロムスでこれを指揮した。それでもフォウルズの主要な創作のエネルギーは、より野心的で実験的な作品に向けられ、興味のあった東洋の音楽、とりわけ、インド音楽の彩りがしばしば創作に副えられた。
ロンドンに行ってから第一次世界大戦を迎える。戦時中にヴァイオリニストで西洋におけるインド音楽の権威の一人、モード・マッカーシーと結婚する。フォウルズの家庭はカルヴァン派で、マッカーシーの場合はアイルランド人のカトリックであったが、両者はともに哲学書の耽読から神智学に傾倒するようになったという点で心情的に結ばれていた。
途方もない規模の大作《世界の鎮魂歌 World Requiem 》（1919-21年）は、1923年から1926年まで毎年「休戦記念日の夜」に、各国の戦没者を追悼して、英国在郷軍人会の賛助のもと、ロイヤル・アルバート・ホールにおいて歌手と演奏家を含めた総勢1200人によって上演された。この演奏会は、最初の英霊記念祭をかたちづくるものであった。
1920年代後半に創作に興味が失われると、パリに暮らし、無声映画の伴奏者として働き、1930年代には近代音楽の発展についてのきわめて刺激的な著作『こんにちの音楽 Music To-day 』を上梓した。1935年にインドに行って民族音楽を蒐集・採譜し、デリーの放送局で西洋音楽の監督を担当するかたわら、東洋と西洋の音楽の統合を夢見て創作に復帰するようになり、実際にインドの伝統楽器のために合奏曲を作曲した。夫婦そろって民族音楽の研究者としてヨーロッパで講演活動も行なっており、若き日のメシアンは、フォウルズ夫人モード・マッカーシーの講演に出席して啓発されたという。
1939年にコレラに感染してカルカッタにて落命。

## 作品
フォウルズの最も重要な作品の一つに、弦楽四重奏曲や交響詩、協奏曲、ピアノ曲、ダンテの『神曲』に基づく巨大な演奏会用オペラ《ダンテの幻影 The Vision of Dante 》（1905年～1908年）のほかに、さまざまな楽器編成による連作《音の絵 Music-Pictures 》がある。このうち存命中に上演された作品は数少なく、出版された作品はさらに少ない。最晩年のインド時代の作品はとりわけ少なく、あるいは紛失してしまったのだろう。散逸した作品の一つに、東洋の楽器とオーケストラのための《東と西の交響曲 Symphony of East and West 》が挙げられる。
あまりに多種多様な様式に通じた作曲家であるため、フォウルズの業績を評価することは困難であるが、生まれつきの偉大な音楽性と、卓越した作曲技術に恵まれた、冒険的な人物であることは明らかである。管弦楽とヴォカリーズの合唱のための《3つのマントラ》（1919年-1930年）や、ピアノ曲《旋法によるエッセー Essays in the Modes 》（1920年-1927年）、ピアノ協奏曲《躍動する三楽章 Dynamic Triptych 》作品88（1927年-1929年）、弦楽四重奏曲第9番《親密な四重奏 Quartetto Intimo 》(1931年-1932年) は、当時の音楽界に力強く個性的な貢献を果たしたフォウルズ作品の代表と言える。その他の代表作としては《ワールド・レクイエム A World Requiem 》作品60（1919年 - 1921年）が知られている。なお、《躍動する三楽章》などの作品は近年になってピーター・ドノホー独奏・バーミンガム市交響楽団の演奏によりCDリリースされており、再評価が始まっている。

## 関連人物
グスターヴ・ホルスト、シリル・スコット、アレクサンドル・スクリャービン、カールハインツ・シュトックハウゼン、クラウス・フーバーは、フォウルズ同様神秘主義や東洋思想、オカルトに傾倒した作曲家として知られている。この他20世紀前半に、知識や異国趣味としてでなく、アジアの生の民族音楽を知って啓発された作曲家に、アルベール・ルーセル、モーリス・ドラージュがいる。